# Lloret ratpenat de les Bismarck
El lloret ratpenat de les Bismarck (Loriculus tener) és una espècie d'ocell de la família dels psitàcids que habita boscos de les illes Bismarck. És una de les 35 espècies endèmiques de Nova Bretanya, Nova Irlanda i/o les seves illes satèl·lit.
Des de 1990 és considerada com una espècie diferent dels Loriculus aurantiifrons, i principalment es diferencia d'aquesta espècie pel color de la front (completament verd en el cas dels mascles), per la taca taronja del pit i per les tonalitats blavoses que s'observen a la part interior de la cua.
És un ocell de petites dimensions (uns 10 cm de llargada de mitjana), i es considera que —tot i desconèixer la seva capacitat d'adaptació— pot entrar en una situació d'amenaça a la seva supervivència en un futur relativament proper, en tant que la població de l'espècie és reduïda i distribuïda en un espai limitat que ràpidament es veu degradat per accions de deforestació i reconversió a camps de cultiu.